# اندیس سنگ تزئینی منج
سنگ تزئینی منج یک اندیس مصالح ساختمانی است که در حوالی شهر اردل استان چهارمحال و بختیاری قرار دارد و مادهٔ معدنی موجود در آن، سنگ تزئینی است. و دیرینگی آن به دوران الیگومیوسن می‌رسد. 